# Airbus Helicopters H160
L'Airbus Helicopters H160, è un elicottero utility medio biturbina con rotore a cinque pale, che sta sviluppando l'azienda aeronautica Airbus Helicopters. Lanciato il 3 marzo 2015 all'Heli-Expo di Orlando, sostituirà i modelli AS365 Dauphin e H155. Il primo volo è avvenuto a giugno 2015; il primo cliente era previsto nel 2018 ma la consegna è slittata al 2019.

## Storia del progetto
Nato sotto la denominazione X4, l'H160 fu rivelato al pubblico nel 2011 anno fino al quale era conosciuto.
Il 3 Marzo 2015 il prototipo è stato presentato ufficialmente all' Heli-Expo di Orlando.
Il prototipo dell'H160 ha effettuato il primo volo il 13 giugno 2015 presso gli stabilimenti dell'Airbus Helicopters di Marignane.

## Varianti
- H160: variante utility destinata a sostituire gli AS365 Dauphin e gli H155;
- H160M Guepard: variante militarizzata che è stata prescelta nell’ambito del programma Joint Light Helicopter (Hélicoptère Interarmées Léger; HIL) delle FA francesi.[4][5] Il programma verrà industrializzato a partire dal 2021 e il primo H-160M entrerà in servizio nel 2026;[4][5][6]
- ACH160 versione premium dell'H160, pensato per il segmento VIPs.[7] Disponibile in due modelli: ACH exclusive (fino ad 8 passeggeri) e ACH line (fino a 10 passeggeri). Può essere utilizzato in VFR o IFR sia in modalità singolo che doppio pilota.

## Utilizzatori

### Civili
Cina
- GDAT

50 H160 ordinati ad aprile 2023.
 Giappone
- All Nippon Helicopter

1 H160 consegnato a dicembre 2021.
 Italia
- Air Corporate

1 ACH160 ordinato nel 2021, più un ulteriore esemplare ordinato a marzo 2022.

### Governativi
Francia
- Forces Aériennes de la Gendarmerie Nationale

10 H160 ordinati a novembre 2020, che dovrebbero essere consegnati tra il 2023 ed il 2026.
 Stati Uniti
- New York State Police

1 H160 ordinato a marzo 2025.

### Militari
Francia
- Aéronautique navale

4 H160 SAR ordinati a febbraio 2020, presi in leasing in attesa dei nuovi H160M Guépard. Ulteriori 2 H160 SAR ordinati a maggio 2021, che porterà a sei il numero degli esemplari da consegnare. Ulteriori 2 H160M che portano il totale a 8 esemplari ordinati a dicembre 2021, con un contratto che prevede la consegna di un primo lotto di 30 mezzi (di cui 21 per l'esercito e 1 per l'aeronautica), con un fabbisogno totale di 169 elicotteri H160M. Il primo esemplare del primo ordine di sei macchine è stato consegnato a maggio 2022 ed è diventato operativo il settembre successivo. Il sesto ed ultimo esemplare degli esemplari presi in leasing consegnato il 12 febbraio 2024. In totale saranno ordinati 49 H160M.
- Armée de l'Air et de l'Espace

1 H160M ordinato a dicembre 2021, con un contratto che prevede la consegna di un primo lotto di 30 mezzi (di cui 21 per l’esercito e 8 per la marina), con un fabbisogno totale di 169 elicotteri H160M.
- Aviation légère de l'armée de terre

21 H160M ordinati a dicembre 2021, con un contratto che prevede la consegna di un primo lotto di 30 mezzi (di cui 8 per la marina e 1 per l'aeronautica), con un fabbisogno totale di 169 elicotteri H160M.

## Elicotteri comparabili
- AgustaWestland AW139